# Phrynocephalus raddei
Phrynocephalus raddei là một loài thằn lằn trong họ Agamidae. Loài này được Boettger mô tả khoa học đầu tiên năm 1888.